# Kiacenta, prava žena
Kiacenta, prava žena je 5. epizoda stripa Ken Parker objavljena u Lunov magnus stripu br. 428. Epizoda je objavljena 26. septembra 1980. godine u Lunov magnus stripu br. 428. Imala je 92 stranice i koštala 12 dinara. Naslovnu stranu nacrtao je Bane Kerac.

## Originalno izdanje
Original je izašao u Italiji u oktobru 1977. godine pod nazivom Chemako — colui che non recorda (srp. Čemako - onaj koji se ne seća). Tekst je napisao Đankarlo Berardi, a nacrtao Ivo Milaco.

## Sadržaj
Nakon što se oporavio od pucnja u glavu (LMS-422), Ken je izgubio pamćenje i luta šumama Montane u prvim mesecima 1871. godine. Nailazi na petoro malih Hunkpapa indijanaca koje spašava od medvedice. Ken gubi svest, a deca ga odvlače u indijansko selo.
Istovremeno, Otava (poglavica Hunkpapa) zarobio je Bel Mekkiver, koja je uz vojnu pratnju krenula u posetu svom mužu u Front Brauningu. Otava ostavlja Bel u životu i uzima je za ženu, smatrajući je ličnom svojinom.
Ken ostaje u selu i vezuje se za indijanku koja ima malog sina Tebu. Indijanci mu daju ime Čemako (u prevodu: onaj koji se ne seća). Za razliku od njega, Bel ne želi da se prilagodi životu sa indijancima i pokušava da pobegne. Posle tri neuspešna pokušaja, ona popušta i pristaje da bude Otavina žena i rodi mu dete.
Posle pregovora sa vojnim vlastima, Otavino pleme pristaje na primirje, ali zbog nesporazuma sa nekim drugim plemenom, vojnici napadaju selo i izvršavaju pokolj. Ken, Teba, Bel i njen sin-indijanac uspevaju da pobegnu i dolaze u Fort Brauning, u kome, kao vojni lekar, radi Belin muž.
Kenu se vraća pamćenje, nakon čega odlučuje da krene u potragu za Donaldom Velšom. Bel se razvodi od muža, i vraća se majci u Boston zajedno sa sinom i Tebom. (Ken će ih ponovo sresti šest godina kasnije u LMS-734.)

## Značaj epizode
Zajedno sa prethodnom (LMS-422), ova epizoda predstavlja esenciju prve faze serijala o Ken Parkeru. U ovoj epizodi saznajemo o Kenu skoro sve što možemo da saznamo o jednom čoveku: njegov stav prema ljubavi, lojalnosti, strahovima, hrabrosti, kukavičluku, prijateljstvu, humoru, snovima, očinstvu, porodici i smrti. Moglo bi se reći da ova epizoda predstavlja dekonstrukciju Kena kakvog smo upoznali u prve četiri epizode. Dok je tamo bio osvetoljubiv, u ovoj upoznajemo njegovu "mekšu" stranu.
Možda najvažnije od svega, saznajemo razliku između indijanaca i belaca u tretiranju žene. I to dva puta u epizodi. Prvi put kada Bel uspeva da pobegne od Hunkpapa i završava u grupi kauboja koji žele da je siluju. Drugi put kada se vraća u Fort Brauning i biva primorana da se razvede od muža kome bi, zbog sramote nastale činjenicom da je živela sa indijancima i bila udata za poglavicu, smetala u daljem nastavku lekarske karijere u vojsci. Ovo su značajne razlike u tretmanu žene koje proističu iz koncepta vlasništva. (Poglavica Hunkpapa tvrdi da mu Bel pripada, jer ju je osvojio u bici.) Iako često potretisani kao divljaci, koncept vlasništva žene spasio bi Bel od obe ove stvari u indijanskom svetu: poglavica ne dozvoljava nikom od svojih saplemenika da joj priđe, dok bi razvod bio nezamisliv.

## Skraćivanje epizode
I ovde je isečeno nekoliko strana. Nakon str. 25. nedostaje strana u kojoj nekoliko Hunkpapa skidaju duge gaće sa Bel, a nakon str. 30 nedostaje stranica u Bel preti nožem da će ubiti Otavu.

## Reprize
U Italiji je epizoda reprizirana dva put. Najpre u serijalu koji je izdao Panini (2008), a potom u serijalu koji je izdao Mondadori Comics (2014). U Hrvatskoj je epizodu najpre reprizirao Libelus (2004) a potom Fibra (2007).
U Srbiji je repriza ovde epizoda obavljena 28.3.2018. u izdanju Darkvooda pod nazivom Čemako. Epizoda je objavljena u istoj svesci zajedno sa narednom epizodom Najveći šerif (originalni naziv Krv na zvezdama).